# Alpinia latilabris
Alpinia latilabris är en enhjärtbladig växtart som beskrevs av Henry Nicholas Ridley. Alpinia latilabris ingår i släktet Alpinia och familjen Zingiberaceae. Inga underarter finns listade i Catalogue of Life.